# Marcus Atilius Regulus
Marcus Atilius Regulus (fl. 267 – 255 f.Kr.) var en romersk statsmand og general, som var konsul for den romerske republik i 267 f.Kr. og igen i 256 f.Kr. En stor del af hans karriere blev brugt på at kæmpe mod karthagerne under den første puniske krig. I 256 f.Kr. besejrede han og Lucius Manlius Vulso Longus karthagerne ved søslaget ved Kap Ecnomus. Efterfølgende ledte han den romerske ekspeditionsstyrke i Nordafrika, som blev besejret ved Bagradas-floden i foråret 255 f.Kr. Han blev fanget og døde sandsynligvis af naturlige årsager – omend hans død og tilfangetagelse er genstand for flere fortællinger og myter.

## Liv
Regulus blev i 267 f.Kr. udnævnt som første konsul. Han førte en militær kampagne med sin medkonsul (Lucius Julius Libo) mod Sallentini og erobrede Brundisium. Under den første puniske krig blev han på ny valgt som konsul i 256 f.Kr., i stedet for Quintus Caedicius, som døde i embedet. Sammen med sin medkonsul, Lucius Manlius Vulso Longus, kæmpede og besejrede han en stor karthagisk flåde ud for Siciliens kyst – i forbindelse med slaget ved Kap Ecnomus – og de to konsuler invaderede efterfølgende Nordafrika, hvor de landede ved Aspis på den østlige side af Kap Bon-halvøen.
Efter belejringen af Aspis hærgede konsulerne landområdet og tog omkring tyve tusinde krigsfanger. Manlius blev efterfølgende kaldt tilbage til Rom, mens Regulus fortsatte sin fremmarch i Nordafrika, hvor han erobrede Tunis og efterfølgende indledte forhandlinger med Karthago. Mens han krydsede floden Bagradas, kæmpede hans styrker angiveligt mod en enorm slange. Nogle kilder gengiver dog, at der angiveligt skulle have været tale om en drage – ikke en enorm slange.
Under belejringen af Adys – omkring 24 kilometer syd for Kartago – angreb karthagerne over et bakket terræn, hvilket førte til slaget ved Adys, som romerne vandt. Fra Tunis indledte Regulus forhandlinger med karthagerne, men tilbød meget hårde vilkår og betingelser, som derfor blev afvist. Den romerske historiker Dio gav udtryk for, at Regulus' krav var så hårde, at de i praksis svarede til en "fuldstændig overgivelse". Scullard, i Cambridge Ancient History, afviser Dios påstande om Regulus' hårde formulering som næppe pålidelige, men finder det dog mere sandsynligt, at romerne ville have krævet, at Karthago forlod Sicilien; karthagerne, der ikke var villige til at forlade den vestlige halvdel af øen, ville have afvist et sådant krav.
Regulus' kommando blev prorogeret til 255 f.Kr. Styrket af spartanske lejesoldater under ledelse af Xanthippos samt modstanden mod Regulus' hårde fredsvilkår kæmpede karthagerne i foråret 255 f.Kr. mod Regulus i slaget ved Bagradas-floden. På en slette, som gav karthagerne plads til at udnytte deres krigselefanter og kavaleri, blev Regulus besejret og taget til fange. Kun omkring to tusinde romere undslap slaget og blev efterfølgende samlet op af den romerske flåde. Samme flåde forliste dog som følge af en storm under hjemrejsen. Regulus døde af omsorgssvigt eller sult i fangenskab, selvom hans skæbne efterfølgende blev "forskønnet af legenden".

## Legender om hans død
Ifølge romerske myter og fortællinger blev Regulus, efter at være blevet tilfangetaget af Karthago, sendt tilbage til Rom for at forhandle om en fangeudveksling eller fredsbetingelser. Han havde i denne forbindelse svoret under ed, at han ville returnere til Karthago og lade sig torturere til døde, når han havde modtaget Roms svar på deres fredsbetingelser. Regulus rejste således til Rom, hvor han frarådede de andre romere at acceptere Karthagos betingelser, og rejste derpå tilbage til Karthago og lod sig torturere til døde. Legenden om, at karthagerne sendte Regulus tilbage til Rom for at forhandle fredsbetingelser eller fangeudveksling, er "næsten helt sikkert opfundet". Ingen beviser for denne historie optræder således i den bedste kilde om perioden, Polybius.
Det første bevis på fortællingen dukker op med fragmenter af Sempronius Tuditanus' historie i 129 f.Kr.; i denne historie sulter karthagerne Regulus ihjel, efter at han målrettet har saboteret forhandlingerne. Historien optræder også i Ciceros De Officiis 3.99-115, hvor historien bruges til at illustrere det ædle: hvad der er hæderligt kontra hvad der er fordelagtigt. Ifølge Augustin af Hippos Om Guds stad (5. århundrede e.Kr.), der bruger samme ordlyd som Ciceros In Pisonem, lukkede karthagerne [Regulus] inde i en smal kasse, hvor han blev tvunget til at stå op, og hvori skarplebne søm var fastgjort rundt om ham, så han ikke kunne læne sig op ad nogen del af kassen uden intens smerte."
Myten om Regulus' fangst og patriotiske sind blev senere en yndet fortælling for romerske børn og patriotiske historiefortællere. Fortællingen blev løbende udviklet og poleret gennem årene af romerske historiografer og talere.